# Rated at $10,000,000
Rated at $10,000,000 è un cortometraggio muto del 1915 diretto da Joseph W. Smiley.

## Produzione
Il film fu prodotto dalla Lubin Manufacturing Company.

## Distribuzione
Distribuito dalla General Film Company, il film - un cortometraggio in tre bobine - uscì nelle sale USA il 15 aprile 1915.